# Messe Militar de Lagos
A Messe Militar de Lagos, igualmente conhecido como Pólo do Infante ou Hospital Militar, é um edifício histórico na cidade de Lagos, na região do Algarve, em Portugal.

## Descrição
O edifício está situado no centro de Lagos, em frente à Praça do Infante Dom Henrique, enquanto que a nascente passa a Avenida dos Descobrimentos. É conhecido oficialmente como Pólo do Infante, fazendo parte do agrupamento da Messe de Lagos e Tavira. O complexo da Messe Militar é formado por vários corpos organizados em redor de um pátio central, situados sobre uma plataforma elevada, que aproveita parcialmente alguns lanços da muralha renascentista.

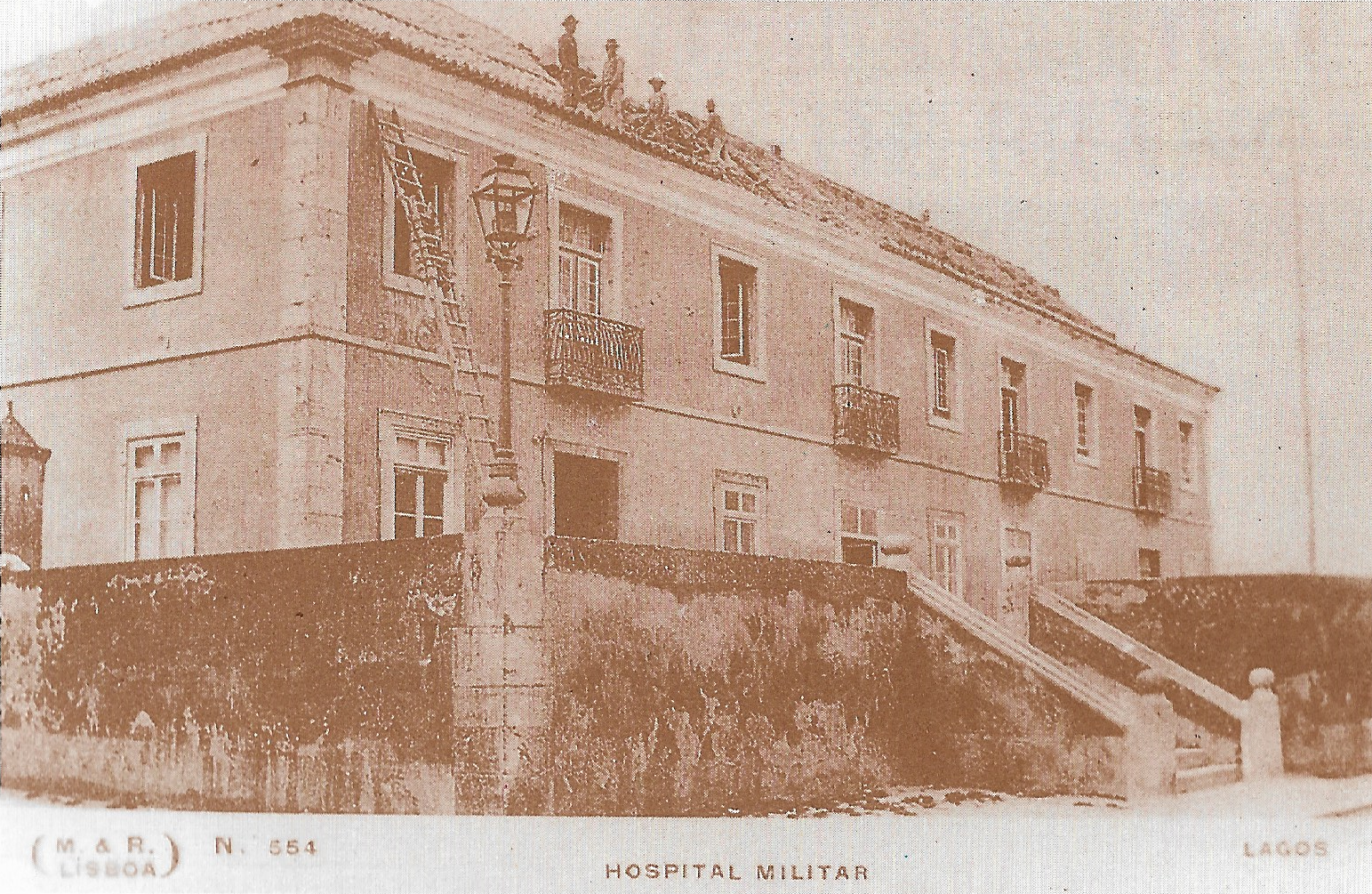
Postal dos princípios do século XX, mostrando o edifício da Messe Militar, então ainda utilizado como hospital.

## História
O primeiro edifício a erguer-se neste local foi a Ermida de São Pedro, que foi construída em 1490 por um grupo de milaneses e sicilianos. Em 1696 foi instalado no mesmo sítio o Hospital e Convento de São João de Deus. Posteriormente foi transformado no edifício dos paços do concelho, com uma torre do relógio, sendo então conhecido como Casas da Câmara. Porém, foi totalmente destruído pelo Sismo de 1755, tendo sido substituído por um novo edifício noutro local da cidade, que foi construído nos princípios do século XIX. Este imóvel ostenta ainda a data de 1798 em cima da porta, que é demasiado antigo para se referir ao prédio em si, pelo que esta entrada poderia fazer parte dos materiais destinados à reconstrução dos antigos Paços do Concelho. Entre 1794 e 1803 foi construído o Hospital Militar no local da antiga câmara. O espaço em frente do edifício, que antes se denominava de Praça do Pelourinho, passou a chamar-se de Praça dos Paços do Concelho quando foi ali instalada a sede do município, tendo depois sido renomeado para Praça da Constituição, Praça da República e Praça Infante Dom Henrique.
Em 1821, o lacobrigense Domingos de Mello escreveu a crónica Memoria sobre a decadencia, e ruina a que se acha reduzida a Cidade de Lagos, e meio de arremediar, copiada pelo investigador Joaquim Negrão, e onde propôs que parte do antigo Convento de Nossa Senhora do Carmo, então em processo de extinção, fosse reaproveitado como hospital, devido às más condições das duas unidades de saúde então existentes na cidade, o hospital militar e o hospital da misericórdia: «Nesta consideraçaõ naõ posso passar em silencio, que achando-se Edificados na Cidade de Lagos, os dois Hospitaes que existem; Regimental ou Militar, e o da Misericordia, junto á margem do Rio, e na baixa da Cidade; saõ prejudiciaes ao milhoramento dos doentes, e á saude publica dos habitantes daquella Cidade. Ambos os Hospítaes, pódem e devem ser transferidos para o Edificio que passo a descrever no immediato artigo, approveitando-se os que devem ser evacuados, pela seguinte maneira. O Edificio occupado actualmente pelo Hospital Regimental, póde ser destinado para a quartelamento do Governador da Praça, e para toda a Officialidade que fórma a guarniçaõ della. Resultaõ beneficios bem palpaveis e conhecidos com esta mudança: O honrado Cidadaõ curvado a todo o momento com o enorme pezo de Decimas, Sizas, Contribuições, Subsidios, Real d' Agua, Dizimas, Novos impostos, Arruados &c. &c. Soffre álem de todas esta Calamidades, hum continuado e effectivo aboletamento ou aquartelamento: Este o meio unico de os aliviar do pezo que sobre elle carrega. O Benemerito Official, tendo hum fixo e destinado aquartelamento, evitá naõ só a renda de Cazas, senaõ mesmo que tira a vantagem de poder arranchar com seus Camaradas. O Edificio mencionado parece até destinado para este fim, pela sua posiçaõ e proximidade ao dos Soldados. A repartiçaõ das Obras Militares o pode mandar arranjar com bem pouco dispendio. […] Em attencçaõ a que, o Convento das Religiosas Carmelitas da Cidade de Lagos vai ficar inhabitado, […] os rendimentos do Convento pódem ser transportados e anexos ao da mesma ordem na Cidade de Beja; e o Edificio que fica vago reverter em utilidade publica, arranjando-o pela seguinte maneira: Subdevidir o Convento em partes proporcionadas: 1. Para Hospital Regimental ou militar: 2 Para Hospital da Misericordia; e 3. Para huma Casa d'Instruçaõ e Educaçaõ publica. […] Seria occioso o tempo, que eu gastasse em descrever as vantagens que destas mudanças, resultaõ ao bem publico. Saõ taõ claras e palpavéis que todos os habitantes daquella Cidade o conhecem; podendo tudo isto effectuar-se com bem pouco dispendio pela repartiçaõ das Obras Militares.». Posteriormente, o edifício foi adaptado a Messe Militar.
Em 2019, foi organizada na Messe Militar a exposição Leonardo da Vinci - o Inventor, para comemorar os 500 anos da morte do inventor italiano, que foi visitada pelo presidente da república, Marcelo Rebelo de Sousa, em 22 de Agosto. Em 2023 albergou a primeira edição do I Open Internacional de Xadrez Cidade de Lagos.

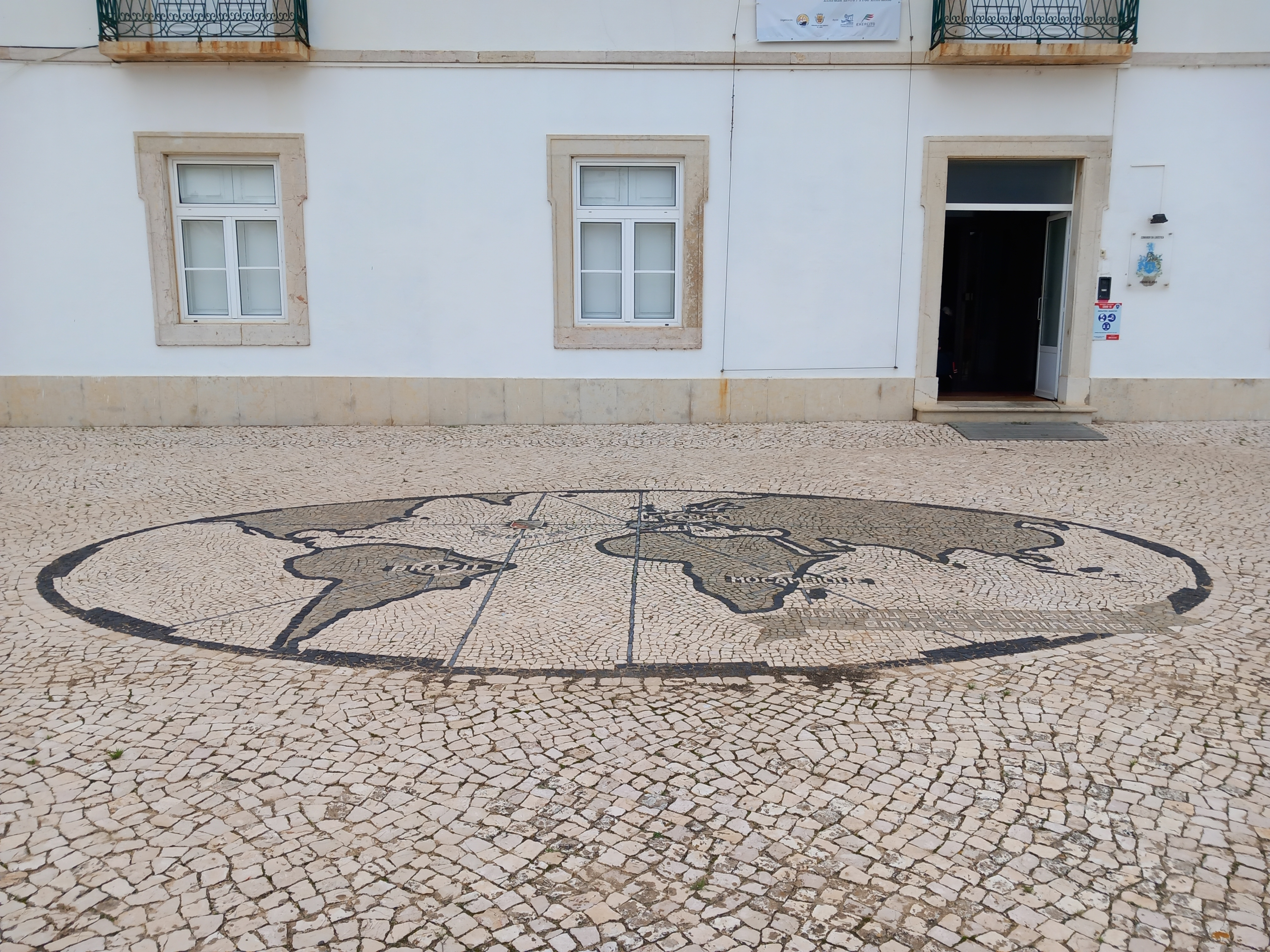
Mapa na calçada em frente ao edifício, recordando as frentes de combate onde esteve o Batalhão de Caçadores n.º 4.